# Gyöngyhalászok
A Gyöngyhalászok (franciául Les Pêcheurs de perles) Georges Bizet 1863. szeptember 30-án Párizsban bemutatott operája. A bemutató mérsékelt sikert aratott. Nem sokkal utána előadták olasz és német nyelven is, de külföldön sem maradt huzamosabb ideig műsoron. A darab érdekessége, hogy belőle készült az egyik legelső, hangos operafilm. A szövegkönyv Eugéne Cormon műve. A darab magyarországi ősbemutatója 1888-ban volt. Az Operaház azóta sem újította fel a művet.

## Az opera szereplői és színhelyei
| Szereplő                         | Hangfekvése      |
| -------------------------------- | ---------------- |
| Leila                            | koloratúrszoprán |
| Nadir, vadász                    | tenor            |
| Zurga, a gyöngyhalászok vezetője | bariton          |
| Nurabad, hajós, a falu véne      | basszus          |

- Kórus: halászok, a szigetek lakói, kereskedők, fakírok.
- Történik: Ceylon szigetén a rég múltban
- Színhelyek: I. felvonás: a sziget tengerpartja és kikötője, II. felvonás: elhagyatott, sziklás tengerpart, III. felvonás: 1. kép: Zurga sátra, 2. kép: tengerpart
- Játék idő: 1 óra 45 perc

## Az opera cselekménye

### I. felvonás
Zurgát a gyöngyhalászok királyukká választják. Nadir hosszú évek múlva hazatér a szigetre, ahonnan annak idején azért ment el, mert ő is és barátja, Zurga is Leilát szerették. Most, hogy újra találkoztak, fogadalmat tesznek, hogy semmi sem szakíthatja még egyszer meg hosszú és őszinte barátságukat. Egy hajóról lefátyolozott asszony száll a partra. Az istenek szolgálatát bízzák rá: imájával és szűzi életével távol kell tartania a falutól az ártó szellemeket. Nadir felismeri az asszonyban Leilát és a nő is felismeri régi szerelmét.

### II. felvonás
Nurabad Leilát egy sziklás partvidékre vezeti. Itt kell egyedül élnie, hogy eleget tudjon tenni kötelezettségeinek. Mikor Nurabad távozik, megjelenik Nadir. Leila tiltakozik, megpróbálja eltaszítani magától a férfit, de minden hiába. Nadir tudja, hogy ha felfedezik őket, mindkettőjükre halál vár és mégis marad. Közben vad vihar keletkezik. A vihar elől menekülő gyöngyhalászok rátalálnak Nadirra Leilánál. Ekkor lép színre Zurga, aki először meg akar bocsátani a bűnösöknek, de amikor felismeri Leilát, eláll szándékától.

### III. felvonás
1. kép: Zurga újra átgondolta a dolgot és már éppen nagylelkűen kész lenne mégis megbocsátani, amikor megjelenik nála Leila és szerelme életéért könyörög. Ez újra felébreszti a férfi haragját és féltékenységét.
2. kép: A nép lázasan készülődik a kivégzésre, amikor hirtelen az egész falu lángba borul. A gyújtogató Zurga volt, így akarta megmenteni barátját és szerelmét. A nép elrohan menteni a menthetőt, a szerelmesek elmenekülnek. Zurga azonban halállal fizet tettéért: a nép ellene fordul és a máglyára kíséri.

## Az opera zenéje
Bizet az egzotikus történethez olyan zenét komponált, amely a mai hallgató számára is meggyőzően hat. A korábbi egzotikus témát feldolgozó operaszerzőknek ez nem sikerült, így talán ez tekinthető a darab legnagyobb zenei értékének. Már az előjáték is ötletesen fejezi ki a távoli, keleti vidék hangulatát. A darabon érződik az olaszországi tartózkodás hatása. Bizet-nek ekkor már jó érzéke van a drámai szituációk, a tragikus konfliktusok iránt. A zeneszerző helyes meglátásokkal és elképzelésekkel fordult a színpadi zene felé. A cselekmény tragikus kimenetelét itt is egy emlékeztető motívum vetíti előre, mint a Carmen esetében.
A zene drámailag hatásos, sodró lendületű, dallam világa színes, számos szép és megkapó részletet tartalmaz, amik opera slágerekké váltak. A darab tulajdonképpen Bizet főműve, a Carmen felé tett első jelentős lépésként értelmezhető. Saját korában nem volt népszerű, de a XX. században egyre több operaház tűzte műsorra. Ma már elmondhatjuk, hogy a darab a rajta van a 20 legjátszottabb opera listáján.

## Az opera ismertebb részletei
- Au fond du temple saint - Nadir és Zurga kettőse az I. felvonásból
- Je crois entendre encore - Nadir románca az I. felvonásból
- Comme autrefois dans la nuit sombre - Leila II. felvonásbeli kavatinája
- L’orage s’est calmé - Zurga III. felvonásbeli áriája

## A Gyöngyhalászok újabb bemutatója Magyarországon
A Kossuth-díjas költő, műfordító, Baranyi Ferenc új fordítással ajándékozta meg a művet. 1993 augusztusában a bemutatónak a Budai Parkszínpad adott helyet. A produkció létrehozásában részt vett a Magyar Állami Operaház Zenekara és Énekkara. A díszleteket, jelmezeket is az Opera műhelyei hozták létre. A karigazgató Fekete Valéria volt, a Fővárosi Művelődési Ház tánckarát Benkő Zsófia tanította be. Zenei munkatárs Reményi József és Lázár György volt, díszlettervező Borsa Miklós, a jelmezeket Beda Judit tervezte. A produkciót Iván Pál rendezte és Jármai Gyula vezényelte. A Gyöngyhalászok újkori 1+3 előadásán pótszékes telt ház igazolta, hogy érdemes volna az operát gyakrabban elővenni. Az előadásról tévéfelvétel készült, s a teljes mű bemutatásán kívül a tévécsatorna komolyzenei osztálya  keresztmetszetet is készített Baranyi Ferenc összekötő szövegeivel.
A bemutatón Hegyes Gabriella koloratúrszoprán Leila szerepében, Éliás Tibor tenor mint Nadir  (mindketten a Debreceni Csokonai Színház operatagozatának szólistái), Miller Lajos Kossuth-díjas bariton Zurga szerepében, míg Marczis Demeter basszus Nurabad szerepében remekeltek.

## Külső hivatkozások
- Az opera szövegkönyve magyarul